# Martial-Oscar Bernard de Lajartre
Martial-Marie-Oscar Bernard de Lajartre est un médecin, chirurgien militaire et inventeur français né le 8 octobre 1837 à Marval et mort le 16 avril 1895 à Paris. C'est l'un des pionniers de la procréation médicalement assistée. On lui doit notamment l'invention du "correcteur génésique".

## Biographie
Martial-Oscar Bernard de Lajartre est le fils d'Antoine Bernard de Lajartre, notaire, et de Victoire Amélie Bienvenu. Élève de l'institut Barbet à Paris, préparatoire aux grandes écoles, docteur en médecine de la faculté de Paris, il commence sa carrière comme chirurgien de troisième classe de la marine sur la frégate L'Andromaque lors de la campagne de Cochinchine en 1861 contre la Chine.
Après sa carrière dans la marine, il devient l'un des pionniers de la procréation médicalement assistée. Il fait ainsi parti des premiers médecins français à pratiquer, en libéral, cet acte médical pour résoudre les problèmes de fécondité de la femme. Il invente un appareil, qu'il appelait le "correcteur génésique" (Brevet n° 167363, déposé le 2 mars 1885).
En 1888, il publie son ouvrage De grands obstacles à la fécondité de la femme-suppression rapide de la stérilité, dix fois réédité.
Son portrait en plâtre, réalisé par Paulin-Émile Callimaque, est exposé au Salon des artistes français en 1892.

## Publications
- De quelques considérations sur l'état sanitaire de la frégate de l'état l'Andromaque, pendant sa traversée de France en Chine, 1859-1860 (1866)
- De la Stérilité chez la femme, causes, traitements. Fécondation dite artificielle (1885)
- Des Grands obstacles à la fécondation, suppression rapide de la stérilité (1888)
- Étude sur la "galizis aphrodisiaca", efficacité remarquable de cette plante dans le traitement de la stérilité et de l'affaiblissement génital (1890)
- Étiologie des fièvres intermittentes endémo-épidémiques... qui sévissent à Pornichet-La Bole ["sic"], Le Pouliguen (1892)

## Sources
- "M. le docteur de Lajartre, inventeur du correcteur génésique", in: Le Panthéon de l'industrie, 1884

## Liens